# Prix littéraires 1954
Liste des prix littéraires décernés au cours de l'année 1954 :

## Prix internationaux
- Prix Nobel de littérature : Ernest Hemingway  États-Unis[1]

## Allemagne
- Prix Georg-Büchner : Martin Kessel

## Belgique
- Prix Victor-Rossel : Jacqueline de Boulle pour Le Desperado

## Canada
- Prix littéraires du Gouverneur général 1954 :
  - Catégorie « Romans et nouvelles de langue anglaise » : Igor Gouzenko pour The Fall of a Titan (La chute d'un Titan)
  - Catégorie « Poésie ou théâtre de langue anglaise » : P. K. Page pour The Metal and the Flower
  - Catégorie « Études et essais de langue anglaise » : Hugh MacLennan pour Thirty and Three et A. R. M. Lower pour This Most Famous Stream

## Chili
- Prix national de littérature : Víctor Domingo Silva (es) (1882-1960), poète, dramaturge et romancier[2] ;

## Espagne
- Prix Nadal : Francisco José Alcántara (es), pour La muerte sienta bien a Villalobos
- Prix Planeta : Ana María Matute, pour Pequeño teatro
- Prix national de Narration : Tomás Salvador (es), pour Cuerda de presos
- Prix national de poésie : José Hierro (1922-2002) (1er), pour Antología
- Prix Adonáis de Poésie : José Ángel Valente, pour A modo de esperanza

## États-Unis
- National Book Award : 
  - Catégorie « Fiction » : Saul Bellow pour The Adventures of Augie March (Les Aventures d'Augie March)
  - Catégorie « Essais » : Bruce Catton pour A Stillness at Appomattox
  - Catégorie « Poésie » : Conrad Aiken pour Collected Poems
- Prix Hugo :
  - Prix Hugo du meilleur roman : Fahrenheit 451 (Fahrenheit 451) par Ray Bradbury
  - Prix Hugo du meilleur roman court : Un cas de conscience (A Case of Conscience) par James Blish
  - Prix Hugo de la meilleure nouvelle longue : La Terre est une idée (en) (Earthman, Come Home) par James Blish
  - Prix Hugo de la meilleure nouvelle courte : Les Neuf Milliards de noms de Dieu (The Nine Billion Names of God) par Arthur C. Clarke
- Prix Pulitzer :
  - Catégorie « Fiction » : non attribué
  - Catégorie « Biographie et Autobiographie » : Charles Lindbergh pour The Spirit of St. Louis
  - Catégorie « Histoire » : Bruce Catton pour A Stillness at Appomattox
  - Catégorie « Poésie » : Theodore Roethke pour The Waking
  - Catégorie « Théâtre » : John Patrick pour The Teahouse of the August Moon

## Finlande
- Prix Aleksis-Kivi : Martti Haavio
- Prix Kalevi-Jäntti : Kirsi Kunnas pour Tuuli nousee
- Prix national de littérature : Helvi Hämäläinen pour Kolme eloonherätettyä, Kasperin jalokivet, Väinö Nuorteva pour Pistetään poskeen, Toivo Pekkanen pour Lapsuuteni, Mika Waltari pour Kuun maisema
- Prix littéraire de la ville de Tampere : Väinö Linna pour Tuntematon sotilas, Eila Pennanen pour Pyhä Birgitta
- Prix Tollander : Oscar Parland
- Prix Rudolf-Koivu : Aila Nissinen pour Orriporrin taru
- Prix Topelius : Marjatta Kurenniemi pour Oli ennen Onnimanni

## France
- Prix Goncourt : Simone de Beauvoir pour Les Mandarins (Gallimard)
- Prix Renaudot : Jean Reverzy pour Le Passage (Julliard)
- Prix Femina : Gabriel Veraldi pour La Machine humaine (Gallimard)
- Prix Interallié : Maurice Boissais pour Le Goût du péché (Julliard)
- Grand prix du roman de l'Académie française : Pierre Moinot pour La Chasse royale (Gallimard) et Paul Mousset pour Neige sur un amour nippon (Grasset)
- Prix des Deux Magots : Claude Cariguel pour S (Flammarion)
- Prix du Quai des Orfèvres : Alain Serdac et Jean Maurinay pour Sans effusion de sang
- Prix du roman populiste : Yves Gibeau pour Les Gros Sous
- Prix Heredia : Adolfo Costa Du Rels pour Les croisées de la haute mer

## Italie
- Prix Strega : Mario Soldati pour Lettere da Capri (Garzanti), traduit en français sous le titre Les Lettres de Capri
- Prix Bagutta : Giuseppe Marotta (it), Coraggio, guardiano, (Bompiani)
- Prix Napoli : ex æquo Vincenzo Cardarelli, Viaggio di un poeta in Russia, (Mondadori) et Dino Buzzati, Il crollo della Baliverna, (Mondadori)
- Prix Viareggio : Rocco Scotellaro, È fatto giorno

## Monaco
- Prix Prince-Pierre-de-Monaco : Jules Roy

## Royaume-Uni
- Prix James Tait Black :
  - Fiction : C. P. Snow pour The New Men et The Masters[3]
  - Biographie : Keith Feiling pour Warren Hastings
- Prix John-Llewellyn-Rhys : Tom Stacey (en) pour The Hostile Sun[4]
- Médaille Carnegie : Ronald Welch pour Knight Crusader
- Prix Rose-Mary-Crawshay : Alice Walker pour Textual Problems of the First Folio[5]
- Prix Somerset-Maugham : Doris Lessing pour Doris Lessing[6]